# آنکه ویلد
آنکه ویلد (آلمانی: Anke Wild؛ زادهٔ ۱۲ اکتبر ۱۹۶۷) بازیکن هاکی روی چمن اهل آلمان است.
وی در مسابقات کشوری و بین‌المللی در مجموع برندهٔ ۲ مدال نقره شده‌است.